# Colchani (Potosí)

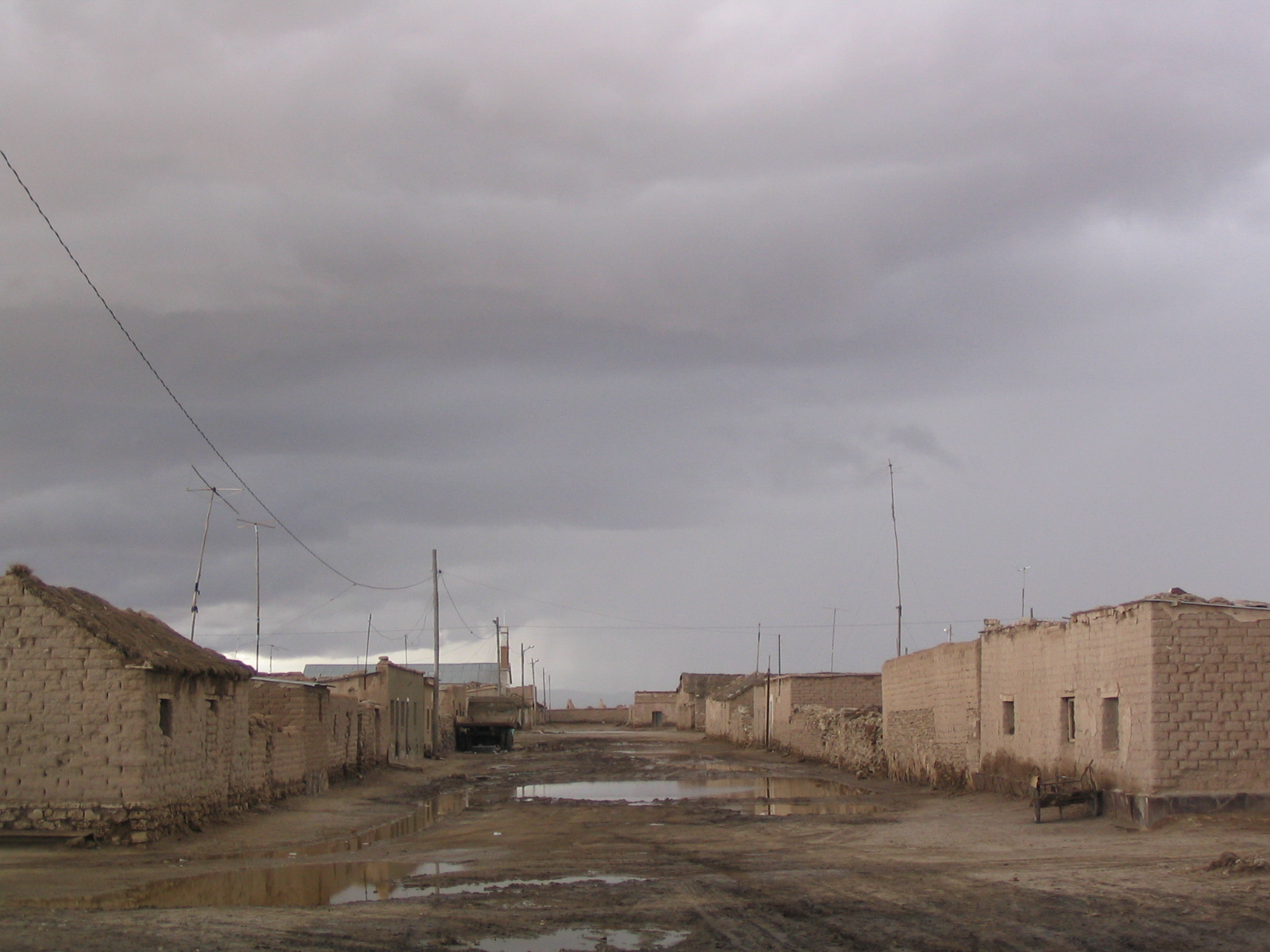
Colchani

Colchani is een plaats in het departement Potosí in Bolivia, gemeente Uyuni, provincie Antonio Quijarro.